# Церковь Флора и Лавра (Кашира)
Церковь Флора и Лавра (Флоровская церковь в Ямской слободе) — приходской православный храм в городе Кашире Московской области. Входит в состав Каширского благочиния Коломенской епархии Русской православной церкви.

## История
Каменный храм Флора и Лавра в приходе Ямской слободы города Каширы был построен на месте ветхой деревянной церкви в 1766 году «стараниями и заботами купца Ивана Калинина, сына Осина, с приходскими людьми». Освящён 18 ноября того же года.
В 1849—1869 годах к храму пристроили новую трапезную в русском стиле с двумя приделами: во имя апостолов Петра и Павла и в честь Воздвижения Креста Господня. В 1869 году была сооружена также трёхъярусная колокольня со шпилем, а территорию вокруг церкви обнесли оградой. Обветшавший иконостас был заменён новым в 1891 году. В 1830—1842 годах церковь Флора и Лавра была приписана к Успенскому собору.
Здание церкви выложено из кирпича и не штукатурилось. До настоящего времени имела разный окрас стен, выполненный прямо по кирпичу. Храм пережил революцию 1917 года и годы гонения на Церковь, всё время оставаясь действующим. Восстановление церкви Флора и Лавра продолжается. В 2012 году недалеко от этой церкви на Ямском проезде был освящён источник с купальней, названный в честь образа Божией Матери «Всецарица».
Настоятелем храма в настоящее время является священник Сергий Нищета.

## Известные священнослужители
С 1933 по 1937 год в этом храме служил протоиерей Сергий Знаменский, в будущем священномученик. В 2014 году на стене церкви в его честь была открыта мемориальная доска.